# Molly Glynn
Molly Glynn (* 14. Juni 1968 in Hartford, Connecticut; † 6. September 2014 in Evanston, Illinois) war eine US-amerikanische Theater- und Fernsehschauspielerin.

## Leben
Molly Glynn war eine bekannte Chicagoer Theaterschauspielerin und spielte auch mehrere Rollen in Film und Fernsehen, darunter eine wiederkehrende Rolle in der Fernsehserie Chicago Fire.
Glynn wuchs als jüngstes von vier Kindern in einer prominenten Familie in Hartford, Connecticut, auf. Sie absolvierte die Tufts University und sprach mehrere Sprachen.
Sie war mit dem Schauspieler Joe Foust verheiratet und hatte aus einer ersten Ehe zwei Söhne im Teenageralter.
Während einer Fahrradtour mit ihrem Ehemann auf dem North Branch Trail in den Erickson Woods im nördlichen Chicago am 5. September 2014 kamen sie in einen plötzlich aufgetretenen Sturm mit Windböen über 110 km/h und suchten Schutz unter einem Baum. Der Baum stürzte auf das Ehepaar und während Foust nicht ernsthaft verletzt wurde, starb Glynn am 6. September 2014 im North Shore Hospital in Evanston an den Folgen ihrer Verletzungen.
Bis zum 8. September hatte ein GiveForward.com Memorial Fund 135.000 US-Dollar gesammelt.

## Filmografie
- 1998: Allein gegen die Zukunft (Early Edition, Fernsehserie, Episode 2x21)
- 2002: No Sleep ’til Madison
- 2002: In America
- 2002: Last Day (Kurzfilm)
- 2007: Low Note (Kurzfilm)
- 2010: Something Better Somewhere Else
- 2012: Boss (Fernsehserie, Episode 2x03)
- 2013: Ctrl + Life + Delete (Kurzfilm)
- 2013: Chicago Fire (Fernsehserie, 3 Episoden)